# Роговатовская сельская территория
Роговатовская сельская территория — административно-территориальная единица Старооскольского городского округа включающая в себя 3 населенных пункта: Роговатое, Преображенка, Менжулюк. Административный центр — село Роговатое.

## Состав сельской территории
| № | Населённый пункт | Тип населённого пункта       | Население |
| - | ---------------- | ---------------------------- | --------- |
| 1 | Менжулюк         | хутор                        | ↘71       |
| 2 | Преображенка     | село                         | ↘124      |
| 3 | Роговатое        | село, административный центр | ↘3001     |

## Географические данные
| Общая площадь        | 14734 га.  |
| -------------------- | ---------- |
| Сельхозугодья        | 13846 га.  |
| Пашня                | 10090 га.  |
| Сенокосы, пастбища   | 2296,2 га. |
| Леса и лесополосы    | 92,7 га.   |
| Реки, пруды, водоемы | 61,7 га.   |
| Протяженность дорог  | 62,69 км.  |